# Vierdaagse van Duinkerke
De Vierdaagse van Duinkerke (Frans: Quatre jours de Dunkerque) is een meerdaagse wielerwedstrijd, die jaarlijks in het noorden van Frankrijk wordt verreden.
De wedstrijd wordt verreden rond de plaats Duinkerke in het uiterste noordwesten van Frankrijk, meestal begin mei, en duurt, ondanks de naam, de laatste jaren vijf of zes dagen. Doordat het gebied rond Duinkerke vrij vlak is, wordt de wedstrijd vaak beslist in een tijdrit of, doordat niet in elke editie een tijdrit is opgenomen, massasprints. De wedstrijd bestaat sinds 1955 en maakt sinds 2020 deel uit van de UCI ProSeries.

## Lijst van winnaars

### Meervoudige winnaars
Renners in het cursief gedrukt zijn renners die anno 2025 nog actief zijn.
| Overwinningen | Renner                 | Land      | Jaren                     |
| ------------- | ---------------------- | --------- | ------------------------- |
| 4             | Freddy Maertens        | België    | 1973 + 1975 + 1976 + 1978 |
| 3             | Jef Planckaert         | België    | 1957 + 1960 + 1963        |
| 2             | Jacques Anquetil       | Frankrijk | 1958 + 1959               |
| 2             | Jean-Luc Vandenbroucke | België    | 1980 + 1985               |
| 2             | Charly Mottet          | Frankrijk | 1989 + 1991               |
| 2             | Johan Museeuw          | België    | 1995 + 1997               |
| 2             | Sylvain Chavanel       | Frankrijk | 2002 + 2004               |
| 2             | Arnaud Démare          | Frankrijk | 2013 + 2014               |

### Overwinningen per land
| Overwinningen | Land |
| ------------- | --- |
| 28            | Frankrijk                                                                                               |
| 24            | België                                                                                                  |
| 5             | Nederland                                                                                               |
| 2             | Ierland                                                                                                 |
| 1             | Denemarken, Duitsland, Italië, Kazachstan, Litouwen, Portugal, Verenigd Koninkrijk, Zweden, Zwitserland |